# ミッシュマッシュ (料理)

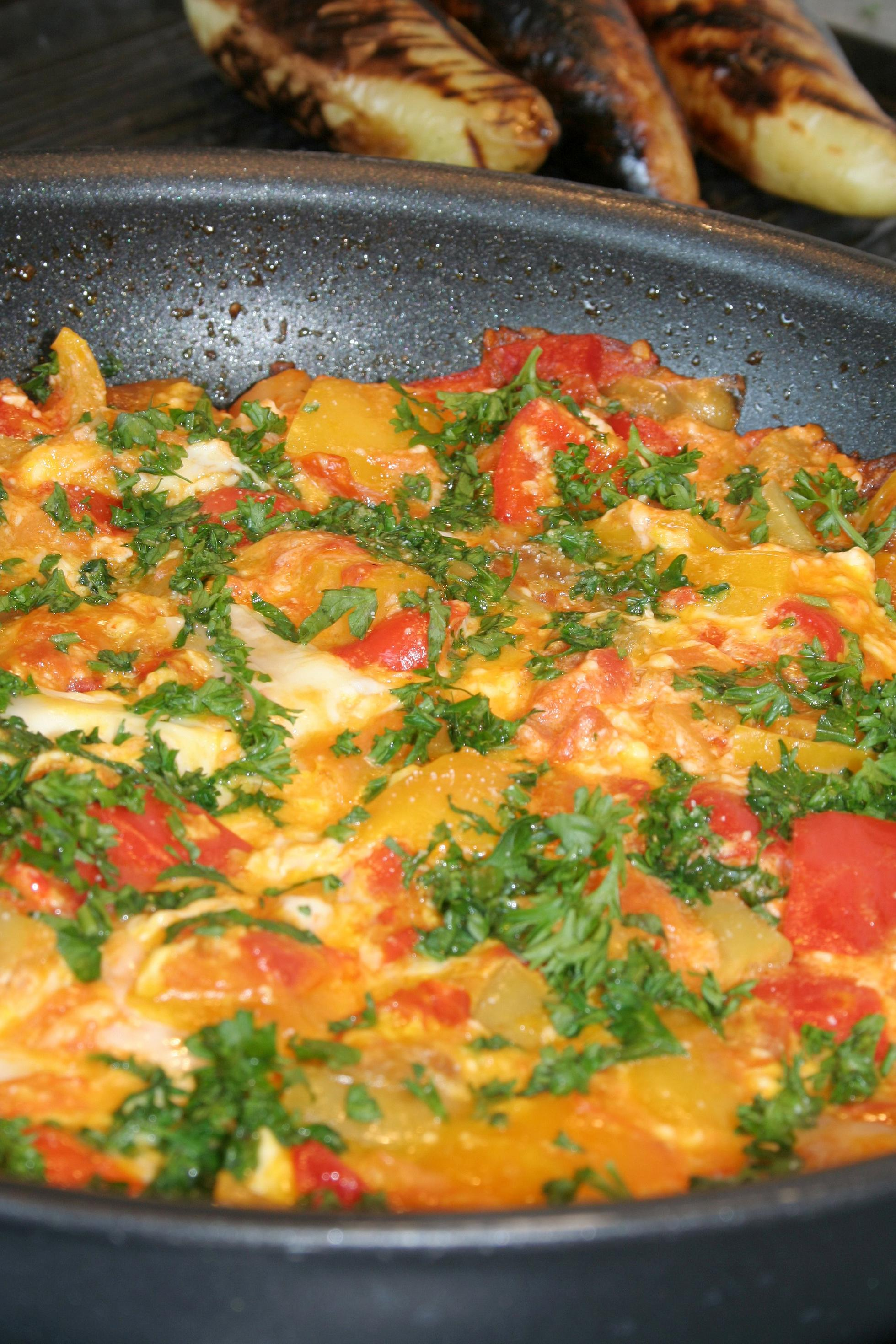
ミッシュマッシュ

ミッシュマッシュ（ブルガリア語：Миш-маш）は、ピーマン、トマト、玉ねぎなどの野菜に玉子、フェタチーズを加えた伝統的なブルガリア料理である。仕上げにパセリを散らすことが多い。材料にこれといった決まりはなく、野菜は他にもナス、ニンジン、オクラ、ニンニクなども用いられる。フェタチーズを入れない場合もある。

## 作り方
まず、刻んだピーマンとトマトなど野菜を油で熱した鍋で炒める。トマトは事前にローストして、皮をむいておくが、生でもよい。具材に火が通ったら、鍋に溶き卵と刻んだチーズを入れ、塩、コショウ、パプリカで味を整え、スクランブルエッグのように焼き固める。鍋ごとオーブンで焼いてもよい。仕上げにパセリを散らし、温かいものを食する。